# Sphecodes persimilis
Sphecodes persimilis är en biart som beskrevs av Lovell och Cockerell 1907. Sphecodes persimilis ingår i släktet blodbin, och familjen vägbin. Inga underarter finns listade i Catalogue of Life.